# Daniela Ruah
Daniela Sofia Korn Ruah (2 de diciembre de 1983) es una actriz portuguesa y estadounidense conocida por interpretar a la agente Kensi Blye en la serie NCIS: Los Ángeles.

## Primeros años
Ruah nació en Boston en una familia judía portuguesa, hija única de Catarina Lia Azancot Korn y su exesposo el Dr. Carlos Bentes Ruah. Tiene una marca de nacimiento en su ojo derecho, conocida como Nevus de Ota y no de heterocromia como erróneamente se cree, ya que son dos condiciones totalmente diferentes.
Su padre era estudiante de Otorrinolaringología en la Universidad de Boston-Universidad Tufts. Cuando Ruah tenía cinco años de edad, su padre completó su Residencia, y la familia regresó a Portugal, donde sus padres se divorciaron y allí pasó la mayor parte de su niñez. 
Ruah asistió a la Saint Julian's School (colegio inglés) en Carcavelos, cerca de Lisboa. A los dieciocho años se trasladó a Inglaterra, donde se licenció en Arte Dramático en la Universidad Metropolitana de Londres. Regresó a Portugal para continuar su carrera como actriz, y en 2007 se trasladó a Nueva York a estudiar en el Instituto de Teatro y Cine Lee Strasberg.
Ruah habla tres idiomas con fluidez: portugués, inglés y español.

### Vida personal
Está casada con David Paul Olsen desde el 19 de junio de 2014. Tienen dos hijos: River Isaac Ruah Olsen (nacido en diciembre de 2013) y Sierra Esther Ruah Olsen (nacida en septiembre de 2016).

## Carrera

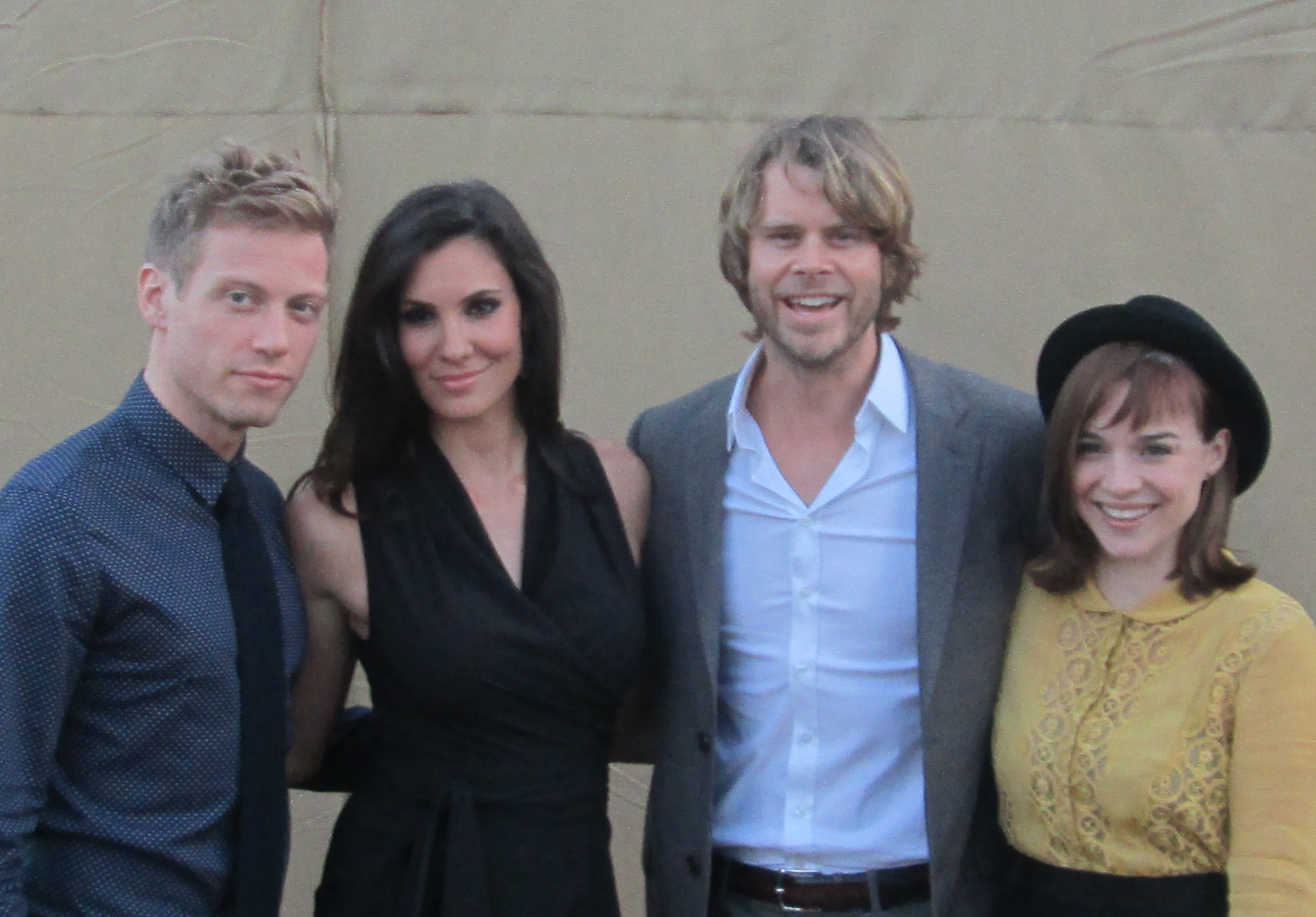
Reparto de NCIS: Los Angeles

Ruah comenzó su carrera como actriz cuando era adolescente en telenovelas portuguesas. Su primer papel lo tuvo a los 16 años, cuando interpretó el papel de Sara en la telenovela Jardins Proibidos. A los 18 años, se mudó a Londres para estudiar en la Universidad Metropolitana de Londres. Regresó a Portugal para seguir su carrera de actriz. Fue la ganadora del concurso televisivo de baile con famosos Dança Comigo, y consiguió papeles destacados en series de televisión, cortometrajes, y teatro. En 2007 se mudó a Nueva York para estudiar en el Instituto de Teatro y Cine Lee Strasberg.
Ruah interpreta a la Agente Kensi Blye en la serie de televisión NCIS: Los Ángeles, que se estrenó el 22 de septiembre de 2009.
En 2018, Ruah presentó el Festival de la Canción de Eurovisión 2018 que se celebró en Lisboa junto a Filomena Cautela, Sílvia Alberto y Catarina Furtado.

### Premios
En 2010, Ruah ganó el premio Globo de Oro Portugués en la categoría "Revelación del Año". En junio de 2010, estuvo nominada en los Teen Choice Awards en la categoría "Actriz de Acción en Televisión". En 2019, estuvo nominada en el premio Globo de Oro Portugués en la categoría entretenimiento como "Personalidad del año".

### Vida personal
Ruah y su entonces prometido, David Olsen, hermano y doble de acción de su compañero en la serie NCIS: Los Ángeles, Eric Christian Olsen, dieron la bienvenida a su primer hijo River Isaac Ruah Olsen el 30 de diciembre de 2013. El 19 de junio de 2014 Ruah y Olsen contrajeron matrimonio en Portugal. El 4 de septiembre de 2016 Ruah y Olsen dieron la bienvenida a su segunda hija, Sierra Esther Ruah Olsen.

## Filmografía

### Cine
- 2011 - "Sofia" en Red Tails
- 2012 - "Merida" en Brave (doblaje portugués)

### Cortometrajes
- 2006 - Canaviais
- 2008 - Blind Confession
- 2009 - Safe Haven
- 2009 - Midnight Passion
- 2010 - Tu & Eu
- 2016 - Excuse

### Series de televisión
Portugal:
- 2000/2001 - "Sara" en Jardins Proibidos, TVI
- 2001 - "Constança Valadas" en Filha do Mar, TVI
- 2001 - "Zézinha'" en Querida Mãe, SIC
- 2001 - "Mónica" en Elsa, Uma Mulher Assim, RTP
- 2004 - "Verónica Botelho" en Inspector Max, TVI
- 2005/2006 - "Rita Cruz" en Dei-te Quase Tudo (estrella invitada), TVI
- 2006/2007 - "Daniela Pinto" en Tu e Eu, TVI
- 2008 - "Rita" en Casos da Vida (estrella invitada), TVI

Estados Unidos:
- 2009 - "Gigi" en Guiding Light (1 episodio)
- 2009–presente - "Agente Kensi Blye" en NCIS: Los Ángeles
- 2011 - "Agente Kensi Blye" en Hawaii Five-0 (episodio crossover con NCIS: Los Ángeles)

### Otros proyectos de televisión
- 2006 - concursante en Dança Comigo (versión portuguesa de Strictly Come Dancing); ganadora de la primera edición
- 2018 - presentadora del Festival de la Canción de Eurovisión 2018 junto a Filomena Cautela, Sílvia Alberto y Catarina Furtado